# Arbeitsgemeinschaft Versuchsreaktor
Arbeitsgemeinschaft Versuchsreaktor (AVR; ang. Association of Experimental Reactor, pol. Grupa Robocza ds. Eksperymentalnego Reaktora) – nieczynna niemiecka doświadczalna elektrownia jądrowa z pierwszym na świecie eksperymentalnym wysokotemperaturowym reaktorem jądrowym z rdzeniem usypanym (peeble bed). Działała przy centrum naukowo-badawczym Forschungszentrum Jülich w latach 1966–1988 i była obsługiwana przez konsorcjum AVR GmbH – spółkę celową powołaną przez 15 niemieckich operatorów energii elektrycznej.

## Historia
AVR był jednym z pierwszych reaktorów zbudowanych na terenie Niemiec. Powstał jako reaktor eksperymentalny do badań nad reaktorami typu HTGR, różnymi paliwami jądrowymi i osprzętem reaktorów. Głównym celem było zademonstrowanie działania takiego reaktora. Pomysłodawcą budowy reaktora ze „stosem Danielsa” (zaproponowanym przez Farrington Daniels), był Rudolf Schulten. Prace koncepcyjne trwały od 1957. Budowa reaktora ruszyła w 1961. Po 6 latach pracy został podłączony do sieci elektrycznej. Dwa lata później, 19 maja 1969, rozpoczął pracę komercyjną. AVR został zbudowany i był eksploatowany przez konsorcjum 15 firm elektroenergetycznych. Reaktor został trwale wyłączony 31 grudnia 1988, przepracowawszy 123381 godzin.
Reaktor osiągnął wysoki średni stopień wypalenia paliwa, powyżej 100 GWd/tHM.

### Awaria generatora pary
Reaktor doświadczył tylko jednej długiej przerwy w działaniu. Podczas wyłączenia reaktora w 1978 z powodu konieczności przeprowadzenia naprawy, w generatorze pary powstał przeciek o wielkości 1-3 mm², w konsekwencji czego z generatora wyciekło ostatecznie 27 ton wody. Z uwagi na budowę (generator pary znajdował się w jednym zbiorniku z rdzeniem reaktora), woda blokowała obieg chłodziwa (hel). Reaktor nie posiadał punktu do drenażu wody, dlatego oczyszczenie układu z niej wymagało aż 15 miesięcy. Woda wymyła znaczne ilości substancji promieniotwórczych. Głównie strontu-90 (1500 GBq) i trytu (105 GBq). Z powodu błędu ludzkiego cześć skażonej wody przedostała się do gruntu (aktywność strontu-90 od 1 do 1200 Bq/kg), co odkryto podczas badań w 1999.
W trakcie eksperymentu z utratą wymuszonego chłodzenia w 1970 roku temperatura rdzenia usypanego nie przekroczyła wartości zagrażających integralności paliwa.

## Budowa i działanie

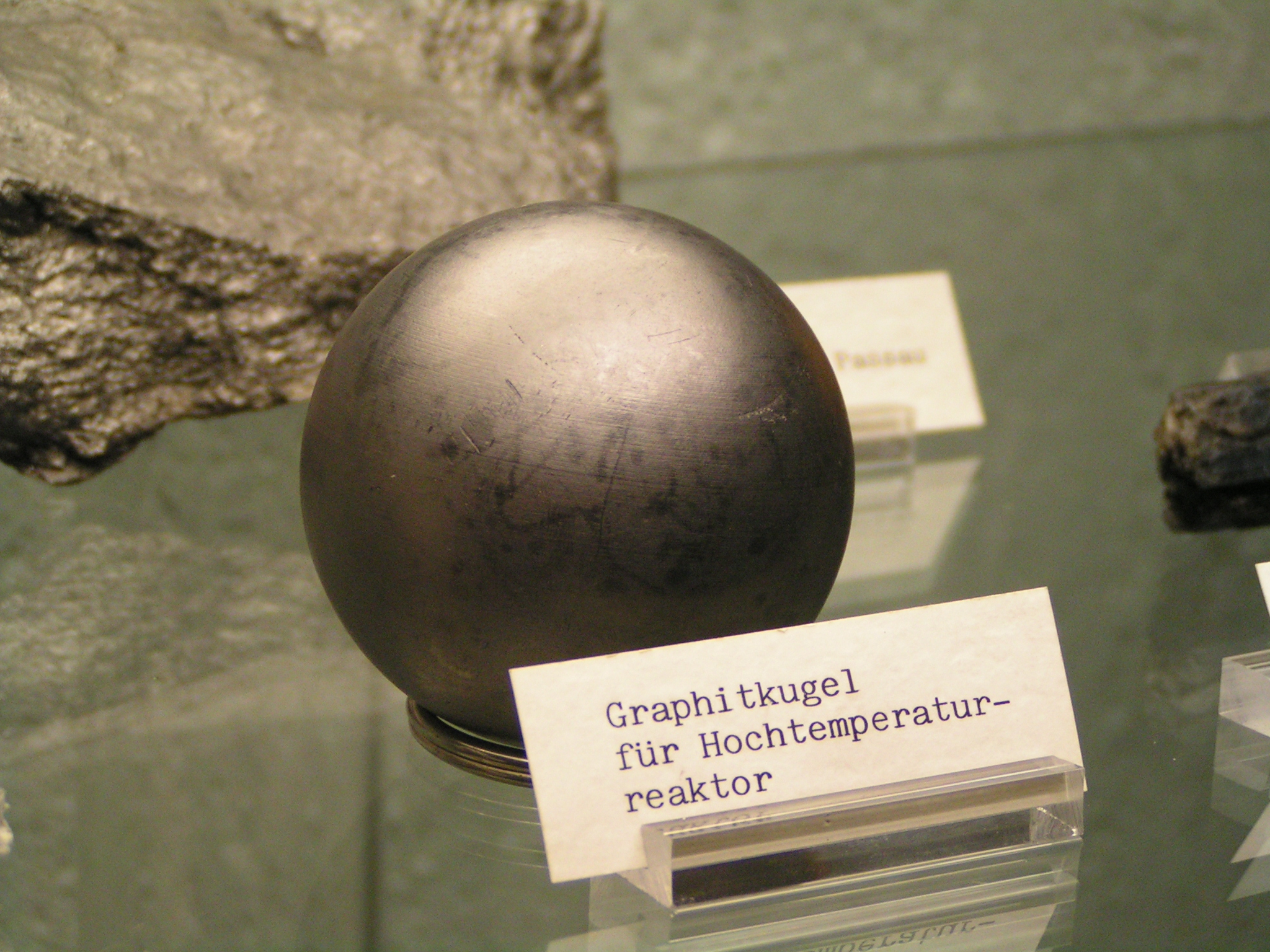
Paliwo jądrowe reaktora AVR

AVR wykorzystywała reaktor wysokotemperaturowy z rdzeniem usypanym z chłodzeniem gazem. Zbiornik rdzenia reaktora, o wymiarach 2,8 metra wysokości i 3 m średnicy, zbudowany był z betonu i stali. Wkład rdzenia stanowiło ok. 100 000 kulek o średnicy 6 cm. Od 10 000 do 30 000 z nich stanowiły ceramiczne paliwo jądrowe typu TRISO-BISO, zawierające ok. 1 g uranu-235.
Kulki paliwa z czasem (4-40 miesięcy, średnio 6-8 miesięcy) dochodziły do wylotu na spodzie reaktora. Stamtąd trafiały na wierzch stosu. Kulki były systematycznie wyciągane z rdzenia, aby za pomocą spektrometrii gamma badać stopień ich wypalenia. Kulki o nadające się do dalszej pracy zwracano do rdzenia. Aby rozłożyć paliwo równomiernie, stare kulki trafiały na środek stosu, nowe wsypywane były na jego brzegi. AVR osiągnął temperaturę paliwa 1000 °C – największą w historii w reaktorach pracujących komercyjnie.
Rdzeń otoczony był reflektorem z grafitu wysokiej czystości (0,5 metra grubości, masa 67 ton), otoczonym warstwą węgla (grafitu o niższej czystości; 158 ton).
Podstawowe parametry pracy:
- ciśnienie robocze obiegu pierwotnego: 1,1 MPa (13–15,5 kg/s)
- temperatura chłodziwa na wlocie rdzenia: 275 °C
- temperatura chłodziwa na wylocie rdzenia: 830[7]-950 °C[8]
- temperatura chłodziwa na wylocie generatora pary: 150 °C[4]
- temperatury robocze obiegu wtórnego: 115 °C/550 °C[4]
- gęstość mocy: 2,6 MW/m³

Hel, opływał rdzeń z dołu do góry, strumieniem silniejszym pośrodku rdzenia niż na brzegach.

### Bezpieczeństwo
Reaktory HTGR wykorzystujące paliwo ceramiczne uznaje się za bezpieczne z definicji. Temperatura w rdzeniu, nawet bez kontroli człowieka, nie osiągnie temperatury, która naruszyłaby integralność ceramicznych kulek paliwowych, tj. niemożliwe jest stopienie rdzenia.
Eksperyment polegający na wyłączeniu wymuszonego obiegu chłodzenia przeprowadzono w 1970. Gdy reaktor pracował z mocą 44 MWt wyłączono pompy tłoczące hel przy jednoczesnym zablokowaniu awaryjnego wyłączenia reaktora (wsunięcia prętów kontrolnych). Naturalna konwekcja helu wystarczyła by generator pary odprowadził ciepło powyłączeniowe.

## Dane techniczne
| Nr bloku                 | Blok 1                                   |
| ------------------------ | ---------------------------------------- |
| Typ                      | HTRG                                     |
| Model                    | PBR                                      |
| Status                   | Wyłączony                                |
| Właściciel               | Arbeitsgemeinschaft Versuchsreaktor GmbH |
| Operator                 | Arbeitsgemeinschaft Versuchsreaktor GmbH |
| Data rozpoczęcia budowy  | 1 sierpnia 1961                          |
| Data osiąg. stanu kryt.  | 16 sierpnia 1966                         |
| Data włączenia do sieci  | 17 grudnia 1967                          |
| Data trwałego wyłączenia | 31 grudnia 1988                          |
| Moc elektryczna netto    | 13 MW                                    |
| Moc elektryczna brutto   | 15 MW                                    |
| Moc termiczna            | 46 MW                                    |
| Współczynnik wydajności  | 62,8%                                    |

## Demontaż i likwidacja
Około 290 000 elementów paliwowych jest tymczasowo składowanych w 152 pojemnikach typu CASTOR na terenie ośrodka Forschungszentrum Jülich. Aby upewnić się, że w rdzeniu nie pozostało paliwo (prócz ok. 200 kulek uwięzionych w pęknięciach), dno zbiornika zostało rozwiercone i skontrolowane kamerą wideo. W 2014 (list intencyjny) i 2015 rok Niemcy nawiązały współpracę z USA, które docelowo zajęłyby się zagospodarowaniem odpadów z reaktorów AVR i THTR.
Moormann szacuje koszty likwidacji w latach 1988–2015 na 700 mln euro, a całkowity koszt, tj. z uwzględnieniem wydatków w przyszłości, na 1,5–2,5 mld euro.
Maksymalne aktywności grafitu i węgla z rdzenia (1999)
| Izotop    | Aktywność w blokach grafitu (MBq/g) | Aktywność w blokach węgla (MBq/g) |
| --------- | ----------------------------------- | --------------------------------- |
| tryt      | 2                                   | 40                                |
| węgiel-14 | 0,1                                 | 9                                 |
| kobalt-60 | –                                   | 5                                 |
| żelazo-55 | –                                   | 3                                 |

Obieg pierwotny reaktora okazał się bardziej skażony promieniotwórczo niż zakładano – mogło się tam odłożyć nawet kilkanaście procent aktywności pojedynczego wkładu rdzenia (o rząd wielkości więcej niż w reaktorach typu PWR/BWR). Większość skażenia, szczególnie stront-90 i cez-137, odłożyła się w grafitowych elementach rdzenia, co oznacza, że potencjalnie mogłoby zostać ono częściowo uwolnione w przypadku utraty szczelności reaktora i jego obudowy. Z tego powodu demontaż reaktora jest kłopotliwy. W 2008 rdzeń został zalany lekkim betonem, aby związać lotne cząstki, i pozostawiony, najpewniej na ok. 60 lat, aby „ostygł” (zmniejszył swoją aktywność promieniotwórczą).
Według Moormanna może być to skutkiem bardzo wysokiej temperatury pracy reaktora. Temperatura w nim mogła przekraczać wartości wyliczone nawet o 200K, m.in. na skutek nierównomiernego generowania energii. W rdzeniu mogły się też unosić pary gazów o temperaturach przekraczających 1100 °C.
Efekt ten nie jest tak silny w nowych reaktorach HTGR z uwagi na inne niż wówczas stosowane paliwo TRISO czy HTI-BISO. W warunkach pracy reaktora AVR nowe rodzaje paliwa uwalniają od 10 do 30 razy mniej strontu-90. Moorman postuluje jednak, że czas pracy reaktorów komercyjnych liczony w dziesięcioleciach (reaktor AVR pracował w temperaturach 900 °C przez około 4 lata) może sprawić, że mimo ewolucji paliwa końcowa radioaktywność reaktorów HTGR z rdzeniem usypanym będzie podobna do reaktora AVR. Wcześniejsze badania wskazują, że to właśnie zgromadzona radioaktywność stanowi główne niebezpieczeństwo przy maksymalnej awarii projektowej.